# Szilágyújlak
Szilágyújlak (Someș-Uileac), település Romániában, a Partiumban, Máramaros megyében.

## Fekvése
Szilágycsehtől északkeletre, a Szilágy-patak jobb partja közelében fekvő település.

## Története
Szilágyújlak, Újlak nevét már 1246-ban Vylok; Széplak és Szilágyszeg kapcsán említik az oklevelek. 1383-ban Ujlak, 1423-ban Vylak, 1462-ben Wylak,  1577-ben Uylak, 1620-ban Zamosuylak, 1629-ben Zamosujlak, 1751-ben Szilágyujlak, 1760–1762-ben Szamos Ujlak, 1808-ban Újlak (Szamos-),  1888-ban Szamos-Újlak (Somesiu-Uleacu) néven írták.
A falu a Kusalyi Jakcs család tagjainak részbirtoka volt. 1475-ben már a nagyobb helységek közé sorolható: 1475 körül évi 47 Ft adót fizetett. 1508-ban Wylak-on Kusalyi Jakcs László özvegye: Anna volt részbirtokos. 1527-ben Kusalyi Jakcs János Wylak-i részbirtokát zálogként Csehi Vajda Jánosnak kötötte le. 1533-nan Kusalyi Jakcs Mihályt, Kraszna-Szolnok vármegye ispánját is részbirtokosnak írták Wylak-on. 1715-ben 14 háztartásban 126 lakos élt itt, mind magyar. 1720-ban 20 háztartásból (12 jobbágy, 8 zsellér) 16 magyar, 4 román. 180 lakosából 144 magyar, 36 román volt. A földesurak az olcsó munkaerőt Moldvából hozták be. 1736-ban református templom épült, 1897-ben a régi református templomot lebontották, helyébe újat építettek. Harangja az elpusztult vicsai egyházé volt. 1910-ben 804 lakosából 97 magyar, 707 román volt. Ebből 714 görögkatolikus, 51 református, 34 izraelita volt. A trianoni békeszerződés előtt Szilágy vármegye Szilágycsehi járásához tartozott.

## Látnivalók
- Református templom